# Stadtgarten Gelsenkirchen

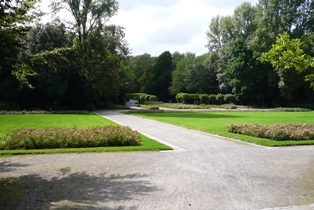
Stadtgarten

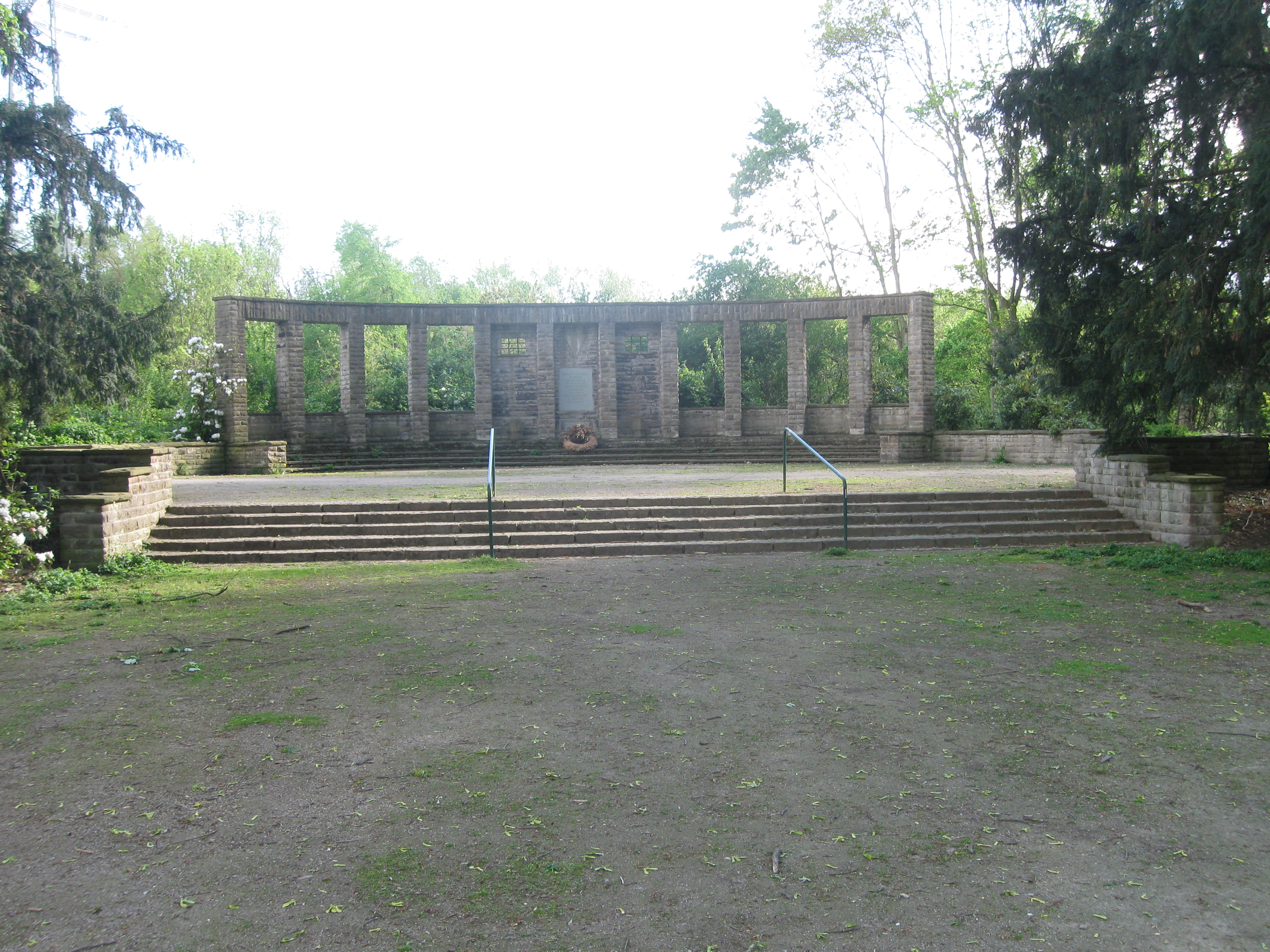
Mahnmal für die Opfer des Nationalsozialismus

Der Stadtgarten ist ein anfangs 6 Hektar und heute rund 22 Hektar großer Volkspark im Stadtteil Gelsenkirchen-Altstadt.
Er wurde 1897 zum 100. Geburtstag Kaiser Wilhelms I. vom damaligen Oberbürgermeister Friedrich Wilhelm Vattmann (1847–1902) eröffnet und nach dem Herrscher benannt. Als Grundfläche diente zunächst der ehemalige Bauernhof der Familie Schalke. Es erfolgten 1901/02, 1912, 1914 und 1918 umfangreiche Erweiterungen mit Stadthalle, Musikpavillon, Palmenhaus, Eselstall und Kinderspielplätzen sowie einem Grünzug mit Kleingartenanlagen für die Bewohner des inzwischen dicht besiedelten Innenstadtviertels. 1933 erlangte der Park seine heutige Form nach dem Umbau durch den Gartendirektor Ludwig Simon (1870–1933), im Volksmund wird er daher auch teilweise Simonsberg genannt. 1944 durch Bomben stark zerstört, wurde er 1949 wieder instand gesetzt. Nördlich der Zeppelinallee entstand 2009 ein japanischer Garten im Kare-san-sui-Stil. Ebenfalls im Norden wurde ein Lehrgarten zur Geschichte der Blütenpflanzen angelegt. Außerdem gibt es einen Rosengarten und einen Wassergarten mit Wechselbepflanzung. Im 1963 neu gebauten Musikpavillon, einer Konzertmuschel, findet seit 1990 alljährlich der „SommerSound“ statt. Dabei handelt es sich um das Genre Folkmusik.
Der Stadtgarten liegt westlich des Gelsenkirchener Stadtzentrums. Südlich wird er vom Schwarzbach begrenzt, nördlich liegen die Evangelischen Kliniken und ein Hotelhochhaus, westlich der Stadtteil Feldmark mit der Kleingartenanlage „Schwarzmühle“ sowie dem Freibad und dem Revierpark Nienhausen. Die Zeppelinallee durchschneidet den Park in Ost-West-Richtung.
Im Stadtgarten gibt es drei Erinnerungsorte:
- Die Ermordung von „Ostarbeitern“ im Stadtgarten[4]
Kurz vor Ende des Zweiten Weltkrieges fanden im Stadtgarten Erschießungen von Zwangsarbeitern statt, ihre dort verscharrten Leichen wurden auf Betreiben der Briten im Frühjahr 1946 exhumiert. Der Prozess gegen einen SA-Scharführer endete  – aus Mangel an Beweisen – mit einem Freispruch.
- Mahnmal für die Opfer des Nationalsozialismus
- Erinnerungsstele für die deutschen Kriegsgefangenen

Heute enthält der Stadtgarten mit einem Enten- und Schwanenteich, einer Reihe von kleineren Becken mit Wasserspielen, Nordic Walking Strecken, einem Restaurant, den Sportanlagen des Gelsenkirchener Tennisclubs, dem Naturfreundehaus Fritz Bohne, zahlreichen Spazierwegen und Sitzbänken sowie weitläufigen Wiesen und verschiedenen Skulpturen alles, was ein Stadtpark bieten sollte.